# Вратиславия (оркестр)
Камерный оркестр «Вратиславия» (пол. Orkiestra Kameralna Wratislavia) — по́льский струнный оркестр, созданный в 1996 году по инициативе скрипача Яна Станенды, который до сих пор является его концертмейстером, дирижёром и художественным руководителем. Коллектив исполняет как барочную, так и современную музыку и выступает в классическом составе моцартовского оркестра, увеличивая ансамбль в зависимости от репертуара.

## Основные концерты
«Вратиславия» начала свою деятельность с концерта в рамках фестиваля «Варшавские музыкальные встречи. Старинная музыка — новая музыка» в мае 1996 года. На родине оркестр выступал в Варшаве (Национальная Филармония, Королевский дворец), на Музыкальном фестивале в Ланьцуте, в Радоме, Пшемысле, Познани, во Вроцлаве (фестивали Wratislavia Cantans и Musica Polonica Nova). За пределами отчизны оркестр многократно давал концерты в Германии (Мюнхен, Берлин), в Санкт-Петербурге и в Сибири (Сезон польской культуры в России, 2008), в Китае (концерт открытия Года Шопена в Китае, 2009/2010) и в Мексике (Festival Internacional Cervantino в Гуанахуато и Музыкальный фестиваль имени Мигеля Берналя Хименеса в Морелии, 2010). «Вратиславия» выступала также на открытии 46-го Евхаристического конгресса, который принимал Папу Римского Иоанна Павла II.
Музыканты, входящие в состав «Вратиславии», выступали с Иегуди Менухином, Гжегожем Новаком, Кристианом Цимерманом, Джеймсом Голуэйем, Павлом Пшитоцким, Шэрон Кам и многими другими известными музыкантами. Они являлись основой струнной группы оркестра Sinfonia Helvetica, выступающей в Швейцарии и Италии, а также ансамбля Menuhin Festival Orchestra, с которым путешествовали по Японии (Suntory Hall в Токио, Salamanca Hall в Гифу, а также The Symphony Hall в Осаке) и по Германии (Вeethovenhalle в Бонне и Philharmonie Gasteig в Мюнхене). Они концертировали также в Waterfront Hall в Белфасте, Symphony Hall в Бирмингеме и в Берлинской филармонии и участвовали также в музыкальном оформлении летних Олимпийских игр в Атланте.

## Фестиваль камерной музыки «Вечера в Арсенале»
Группа стала основателем нового оригинального музыкального события, которое начиная с 1997 года является постоянным событием музыкального календаря города Вроцлава, — ежегодного Фестиваля камерной музыки «Вечера в Арсенале». Этот Фестиваль соединяет архитектурную красоту старинного вроцлавского Арсенала с шедеврами мировой камерной музыки.

## Дискография
- Серенады — Дворжак, Элгар, Чайковский (1997, переиздание 2008)
- Польская музыка — польский анонимный автор, Яневич, Словинский, Радзивилл, Твардовский, Аугустин[англ.] (2001) — номинация на премию Фридерик[англ.] 2001[2]
- Le Streghe 2 — Катажина Дуда, скрипка (2001)[3] — номинация на премию Фридерик[англ.] 2002[4]
- Моцарт. Концерты для скрипки с оркестром № 4 и 5 — Доминика Фальгер, скрипка (2004)[5] — Вроцлавский Диск Года 2004[6] по Газете Выборчей
- Барочные гобойные концерты — Кама Гротт, гобой (2006)
- Моцарт. Концерты для скрипки с оркестром № 1 и 2, Adagio, Рондо — Доминика Фальгер, скрипка (2006)[5]
- Моцарт. Концерт для скрипки с оркестром № 3, Концертная симфония — Доминика Фальгер, скрипка; Иоганнес Флидер, альт (2007)[5][7]
- Гайдн. Концерты для виолончели с оркестром; Эдисон Денисов. Tod ist ein langer Schlaf — Марцин Здуник, виолончель (2009)[8] — премия Фридерик[англ.] 2010[9]